# Lucas Zanandrez
Lucas Zanandrez é um biomédico, empreendedor e divulgador científico brasileiro, conhecido por fundar o canal de YouTube Olá, Ciência!, voltado para saúde, educação científica e bem-estar.

## Biografia
Lucas nasceu em Belo Horizonte, Minas Gerais. Desde cedo demonstrou interesse por ciência, influenciado por documentários como Cosmos e programas como Mundo Animal. Na infância, ganhou um microscópio de brinquedo e passou a observar materiais do jardim, o que reforçou sua curiosidade pelo mundo natural.
Filho de um contador e de uma professora de geografia, cresceu em um ambiente dividido entre a valorização da segurança e o incentivo ao empreendedorismo. Estudou em escolas de classe média alta com bolsas por mérito, enfrentando bullying por ser considerado "nerd" e vir de uma família com menor renda. A inteligência acima da média e a dedicação aos estudos o destacaram, mas também geraram exclusão social entre colegas.

## Formação acadêmica
Escolheu cursar Biomedicina na Universidade Federal de Minas Gerais (UFMG), unindo o desejo de atuar na área da saúde com o interesse por gestão de laboratórios. No penúltimo ano da graduação, foi bolsista do programa Ciência sem Fronteiras, estudando na Monash University, na Austrália, onde trabalhou com diagnóstico molecular de doenças em animais.
Ao retornar ao Brasil, trabalhou com prevenção de epidemias em uma empresa especializada no controle de arboviroses, treinando agentes de saúde em dezenas de municípios. Essa experiência moldou sua compreensão sobre as desigualdades no sistema de saúde brasileiro.

## Canal Olá, Ciência!
Inspirado pela experiência internacional, criou o canal Olá, Ciência!, inicialmente como um hobby durante a graduação. O primeiro vídeo de destaque abordou a “pílula do câncer”, seguido de conteúdos sobre a epidemia de Zika em 2015. Durante a pandemia de COVID-19, Zanandrez passou a publicar vídeos sobre prevenção e desinformação, colocando seus conhecimentos sobre saúde pública a serviço da população.
O crescimento do canal foi exponencial e, em 2020, o projeto deixou de ser amador para se tornar uma empresa com equipe, estratégia e modelo de negócios. O canal passou a integrar a rede Science Vlogs Brasil e ganhou apoio institucional do Instituto Serrapilheira para produção de séries sobre saúde pública e reconstrução do país com base na ciência.

## Estrutura e atuação
Hoje, o Olá, Ciência! é mais que um canal: é uma empresa de comunicação científica com múltiplos canais, cursos autorais, campanhas publicitárias e conteúdos patrocinados. A missão da equipe é expressa pelo lema: “Na pandemia, ajudamos pessoas a não morrer. Agora, ajudamos a viver mais.”
O canal já foi citado pela Folha de S.Paulo na campanha #CiênciaNasEleições, listado entre os principais divulgadores científicos em língua portuguesa pela Gama Revista/UOL
, e recomendado como canal educativo pela imprensa.

## Reconhecimento
Em 2023, o canal apareceu no relatório do Ministério da Ciência, Tecnologia e Inovação do Brasil como o 8º canal de ciência mais assistido do país, com 57 milhões de visualizações no período. O relatório também destacou o canal como o que mais disponibilizou conteúdo com legendas, promovendo acessibilidade.